# Oskar Öholm
Erik Oskar Siewert Öholm, född 3 februari 1980 i Stora Kopparbergs församling i Falun, är VD för Mäklarsamfundet och tidigare svensk politiker (moderat) samt VD för Fastighetsägarna Stockholm. Han var suppleant i Riksbanksfullmäktige och var riksdagsledamot mellan 2006 och 2014.  Som riksdagsledamot var han bland annat moderat gruppledare i civilutskottet och Moderaternas bostadspolitiska talesperson. Han har tidigare varit ledamot av trafikutskottet och utbildningsutskottet. 
Öholm var tidigare generalsekreterare för Moderata ungdomsförbundet under Johan Forssells ordförandeskap och borgarrådssekreterare i Stockholms stadshus.[källa behövs]
Oskar Öholm är son till TV-profilen Siewert Öholm.